# Gőbölös Antal
Gőbölös Antal (Dunavecse, 1943. május 14. –) okleveles erdőmérnök, mezőgazdasági környezetmérnöki szakmérnök. Az Állami Erdészeti Szolgálat Kecskeméti Igazgatóságának nyugalmazott igazgatója.

## Családja
Szülei boltosok voltak, három húga van.
1969-ben nősült Sopronban, Felesége a soproni születésű Németh Klára, aki nyugalmazott könyvelő, Kecskeméten élnek. Két gyermekük van az idősebbik fia Péter okleveles erdőmérnök Tamásiban él, a fiatalabbik fia Gábor Kecskeméten él, elektroműszerész. Ezidáig három unokája született.

## Életpályája
A dunavecsei Általános Iskola (1949-1957) elvégzése után erdész gyakornok lesz a Kiskunsági Erdőgazdaság Bugaci Erdészeténél 1958-ig. Utána a szegedi Kiss Ferenc Erdészeti Technikumban tanul, majd érettségizik és technikusi oklevelet szerez 1962-ben.
Beosztott erdészként a Kiskunsági Erdőgazdaság Kerekegyházi Erdészeténél dolgozik (1962-1963).
Sopronban beiratkozik az Erdészeti és Faipari Egyetem, Erdőmérnöki Karának, Erdőmérnöki Szakára, ahol 1968-ban diplomát szerez.
A Gödöllői Agrártudományi Egyetem, Agrártudományi Karán Mezőgazdasági Környezetvédelmi Szakmérnöki oklevelet szerez 1976-ban.
Egyetemi Doktori címét a Gödöllői Agrártudományi Egyetemen Ökológia témakörből 1984-ben szerzi.

### Munkássága
Korábbi munkahelyei, beosztásai és munkahelyeken eltöltött idő (kezdő és befejező évszám):
- Kiskunsági Erdőgazdaság Bugaci Erdészete, Erdész gyakornok (1957-1958)
- Kiskunsági Erdőgazdaság Kerekegyházi Erdészete, Beosztott erdész (1962-1963)
- Kiskunsági Erdő- és Fafeldolgozó Gazdaság, erdőművelési ágazatvezető (1968-1979)
- Kecskeméti Erdőfelügyelőség, igazgatója (1979-1996), majd átszervezést követően az Állami Erdészeti Szolgálat Kecskeméti Igazgatósága, igazgatója (1997-2004), azaz igazgató (1979-2004).

### Kimagasló szakmai eredményei
Az alföldi erdőművelési technológiák, gépesítések, fejlesztése; Bács-Kiskun-, Békés- és Csongrád megyékben a Közjóléti erdőgazdálkodás kiemelt fejlesztései, jelentősebbek, pl.:
- Kecskeméti Csalánosi Parkerdő;
- Kecskeméti Milliomodik Hektár Parkerdő;
- Kiskunhalasi Sóstói Parkerdő;
- Ópusztaszeri Nemzeti Történeti Emlékpark: erdőtelepítés, parkosítás, Tiszai Fafeldolgozás emlékhelye, Kiskunsági Erdészház, Természetvédelmi Kiállítás, Erdő-ember Kiállítás 10 jurtaház, Ökumenikus Kápolna, Koronás Bütüház, Erdei tanösvény, Erdei tanterem, játszótér stb.;
- Bugaci Alföldfásítási Múzeum és Oktatási Központ;
- Kecskeméti Arborétum és Mária Kápolna környéke;Az első látogatók tankokkal érkeztek (magyar nyelven) (PHP). Petőfi Népe, 2011. február 7.
- gyulai Városerdei Erdészeti Erdei Iskola; hetényegyházi Vackor Vár Erdei Iskola; stb. több mint 30 további objektum.

Tájrehabilitációs programok (pl.: mályvádi ökológiai vízpótlás a Körös-völgy erdeiben; kötegyáni tájfejlesztés; stb.) A vízhiányos erdőgazdálkodás kérdései a Duna-Tisza közi homokháton (magyar nyelven) (PHP). Pointernet.pds.hu, 2006. január 1. A Dél-Alföldön közvetlen, vagy közvetve vett részt közel 50.000 ha új erdő létesítésében.

### Főbb publikációi
(Publikációi közül a három legfontosabb) Kecskeméti Arborétum, Dr. Gőbölös, Antal. Kecskeméti Arborétum. Magánkiadás. ISBN 9789630625401 (2007) Kecskeméti Arborétum (magyar nyelven) (PHP). magánkiadás, 2007 Ópusztaszeri Nemzeti Emlékpark Története (Legendák földjén) c. Jubileumi kiadás 2005. Önálló fejezete Millenniumi Vadászati Almanach (Bács-Kiskun Megye) 2001. Tájökológiai vonatkozások – különös tekintettel az erdőgazdálkodásra
Tagságai szakmai szervezetekben:
- Országos Erdészeti Egyesület (egy ciklusban elnökségi tag, országos díjbizottsági tag);
- Országos Magyar Vadászkamara;
- Magyar Arborétumok – Botanikus kertek Szövetsége (alapító tag);
- Magyar Tudományos Akadémia Szegedi Bizottsága Erdészeti szakcsoport;
- Ópusztaszeri Nemzeti Emlékpark Emlékbizottsága, ill. baráti köre;
- Erdészeti Lapok Szerkesztőbizottsága;
- Bács-Kiskun Megye környezetvédelmi Bizottsága
- Kiskunsági Nemzeti Park Tanácsa;

számos szakmai munkabizottság tagja.

## Díjai, elismerései
- – Kiváló Dolgozó Kiskunsági Erdő és Fafeldolgozó Gazdaság (ma KEFAG Zrt.)
- 1975 – Kiváló Dolgozó Kiskunsági Erdő és Fafeldolgozó Gazdaság (ma KEFAG Zrt.)
- 1976 – Erdészeti Kiváló Dolgozó Kiskunsági Erdő és Fafeldolgozó Gazdaság (ma KEFAG Zrt.)
- 1979 – Mezőgazdasági és Élelmezésügyi Minisztérium dicsérő oklevél Miniszteri Kitüntetés
- 1981 – Hazafias Népfront Kiemelkedő Munkáért
- 1982 – Környezetünk védelméért – fejlesztéséért MÉM miniszteri kitüntetés
- 1984 – Eredményes Fásításért plakett MÉM kitüntetés
- 1986 – Munkaérdemrend bronz fokozat
- 1986 – Oklevél az Ópusztaszeri Történeti Nemzeti Emlékpark Fejlesztéséért
- 1987 – Az ember a környezetért Országos Környezet és Természetvédelmi Hivatal miniszteri kitüntetés
- 1992 – Pro Universitate Soproniensi (Soproni Egyetem)
- 1992 – MTESZ Emlékérem
- 1994 – Emlékplakett Csongrád megye Közgyűlésétől
- 1995 – Elismerő oklevél a XXII. OTDK konzulensi tevékenységéért,
- 1996 – Kecskemét Megyei Jogú Város Környezetvédelméért Díj
- 1996 – Bedő Albert Díj Országos Erdészeti Egyesület
- 1996 – Ópusztaszeri Nemzeti Történeti Emlékpark elismerő plakett
- 1996 – Vadas Jenő emlékplakett (Erdészeti Tudományos Intézet)
- 1998 – Magyar Köztársasági érdemrend kiskeresztje
- 2002 – Alföldi Erdőkért emlékplakett Alföldi Erdőkért Egyesület
- 2008 – Kecskemét Megyei Jogú Város környezetvédelméért díj
- 2013 – Életfa kitüntetés bronz fokozat (Földművelésügyi Minisztérium)
- 2013 – Bács-Kiskun Megye Környezetvédelméért és mezőgazdaságáért díjat
- 2017 – MABOSZ Magyar Arborétumok és Botanikus Kertek Szövetségének Tiszteletbeli tagság
- 2018 – Magyar Érdemrend Tisztikeresztje[1]

Kecskeméten él és tevékenykedik.
Hobbija a vadászat, a kertépítészet és a tájtörténeti kutatások.